# Sport-Verein Werder von 1899 2018-2019
Questa voce raccoglie le informazioni riguardanti il Sport-Verein Werder von 1899  nelle competizioni ufficiali della stagione calcistica 2018-2019.

## Stagione
Il Werder comincia bene questa stagione: in campionato si ritrova al terzo posto in classifica dopo otto giornate, e al decimo alla pausa invernale, con una striscia di imbattibilità di tredici partite. Rimane in lizza per il settimo posto, valevole per la qualificazione all'Europa League, fino all'ultima giornata, ma poi chiude ottavo a 53 punti: è comunque la migliore quota di punti raggranellata dal 2010. In Coppa di Germania la squadra elimina prima il Borussia Dortmund ai tiri di rigore, poi lo Schalke 04. Raggiunge così la semifinale: è qui eliminata dal Bayern Monaco, perdendo in casa dopo 31 anni e 37 partite nella competizione.

## Rosa
| N. |                      | Ruolo | Calciatore             |
| -- | -------------------- | ----- | ---------------------- |
| 27 | Grecia (bandiera)    | P     | Stefanos Kapino        |
| 1  | Rep. Ceca (bandiera) | P     | Jiří Pavlenka          |
| 40 | Germania (bandiera)  | P     | Luca Plogmann          |
| 5  | Svezia (bandiera)    | D     | Ludwig Augustinsson    |
| 2  | Svezia (bandiera)    | D     | Felix Beijmo           |
| 39 | Germania (bandiera)  | D     | Jan-Niklas Beste       |
| 32 | Austria (bandiera)   | D     | Marco Friedl           |
| 23 | Rep. Ceca (bandiera) | D     | Theodor Gebre Selassie |
| 36 | Germania (bandiera)  | D     | Thore Jacobsen         |
| 15 | Germania (bandiera)  | D     | Sebastian Langkamp     |
| 18 | Finlandia (bandiera) | D     | Niklas Moisander       |
| 13 | Serbia (bandiera)    | D     | Miloš Veljković        |
| 44 | Germania (bandiera)  | C     | Philipp Bargfrede      |
| 22 | Germania (bandiera)  | C     | Fin Bartels            |

| N. |                        | Ruolo | Calciatore           |
| -- | ---------------------- | ----- | -------------------- |
| 35 | Germania (bandiera)    | C     | Maximilian Eggestein |
| 30 | Paesi Bassi (bandiera) | C     | Davy Klaassen        |
| 34 | Germania (bandiera)    | C     | Jean-Manuel Mbom     |
| 6  | Germania (bandiera)    | C     | Kevin Möhwald        |
| 17 | Turchia (bandiera)     | C     | Nuri Şahin           |
| 24 | Germania (bandiera)    | A     | Johannes Eggestein   |
| 9  | Austria (bandiera)     | A     | Martin Harnik        |
| 20 | Stati Uniti (bandiera) | A     | Aron Jóhannsson      |
| 10 | Germania (bandiera)    | A     | Max Kruse            |
| 8  | Giappone (bandiera)    | A     | Yūya Ōsako           |
| 4  | Perù (bandiera)        | A     | Claudio Pizarro      |
| 11 | Kosovo (bandiera)      | A     | Milot Rashica        |
| 19 | Stati Uniti (bandiera) | A     | Josh Sargent         |

## Organigramma societario
Area tecnica
- Allenatore: Florian Kohfeldt
- Allenatore in seconda: Tim Borowski, Thomas Horsch
- Preparatore dei portieri: Christian Vander
- Preparatori atletici: Axel Dörrfuß, Günther Stoxreiter

## Risultati

### Bundesliga

#### Girone di andata
| Arbitro: | Brych |

|              |           |              |
| Selassie 85’ | Marcatori | 76’ Weydandt |

| Arbitro: | Storks |

|                   |           |                       |
| Haller 54’ (rig.) | Marcatori | 20’ Osako 90’ Rashica |

| Arbitro: | Schlager |

|               |           |              |
| Eggestein 26’ | Marcatori | 90’ Misidjan |

| Arbitro: | Zwayer |

|                 |           |                                      |
| Koo 45’ Max 47’ | Marcatori | 34’ Kruse 36’ Eggestein 75’ Klaassen |

| Arbitro: | Winkmann |

|                                           |           |              |
| Harnik 11’ Veljković 45’ Kruse 66’ (rig.) | Marcatori | 53’ Dilrosun |

| Arbitro: | Welz |

|                      |           |                   |
| Dōnīs 19’ Castro 75’ | Marcatori | 68’ (aut.) Zieler |

| Arbitro: | Petersen |

|                            |           |  |
| Klaassen 35’ Eggestein 86’ | Marcatori |  |

| Arbitro: | Dingert |

|  |           |                    |
|  | Marcatori | 43’, 66’ Eggestein |

| Arbitro: | Fritz |

|                       |           |                                                                   |
| Pizarro 60’ Osako 62’ | Marcatori | 8’ Volland 38’ Brandt 45’ Bellarabi 67’, 77’ Havertz 72’ Dragović |

| Arbitro: | Winkmann |

|                       |           |             |
| Mateta 25’ Gbamin 51’ | Marcatori | 78’ Pizarro |

| Arbitro: | Storks |

|           |           |                    |
| Şahin 59’ | Marcatori | 39’, 48’, 52’ Pléa |

| Arbitro: | Dankert |

|                        |           |                  |
| Waldschmidt 42’ (rig.) | Marcatori | 90’ Augustinsson |

| Arbitro: | Dingert |

|           |           |                 |
| Osako 33’ | Marcatori | 20’, 50’ Gnabry |

| Arbitro: | Fritz |

|                                    |           |                      |
| Möhwald 20’ Harnik 71’ Sargent 78’ | Marcatori | 43’ (rig.) Lukebakio |

| Arbitro: | Winkmann |

|                      |           |           |
| Alcácer 19’ Reus 27’ | Marcatori | 35’ Kruse |

| Arbitro: | Schmidt |

|              |           |                 |
| Selassie 57’ | Marcatori | 31’ Bittencourt |

| Arbitro: | Steinhaus |

|                                      |           |                       |
| Klostermann 22’ Werner 44’ Bruma 87’ | Marcatori | 67’ Kruse 77’ Sargent |

#### Girone di ritorno
| Arbitro: | Fritz |

|  |           |             |
|  | Marcatori | 32’ Rashica |

| Arbitro: | Schmidt |

|                          |           |                             |
| Eggestein 27’ Harnik 52’ | Marcatori | 35’ Rebić 68’ (rig.) Haller |

| Arbitro: | Kampka |

|           |           |               |
| Ishak 87’ | Marcatori | 64’ Eggestein |

| Arbitro: | Gräfe |

|                                           |           |  |
| Rashica 5’, 28’ Eggestein 27’ Möhwald 83’ | Marcatori |  |

| Arbitro: | Storks |

|           |           |             |
| Selke 25’ | Marcatori | 90’ Pizarro |

| Arbitro: | Hartmann |

|              |           |          |
| Klaassen 45’ | Marcatori | 2’ Zuber |

| Arbitro: | Siebert |

|            |           |           |
| Brooks 54’ | Marcatori | 74’ Kruse |

| Arbitro: | Petersen |

|                                              |           |                 |
| Rashica 31’, 73’ Kruse 51’ (rig.) Harnik 90’ | Marcatori | 26’, 85’ Embolo |

| Arbitro: | Aytekin |

|            |           |                            |
| Bailey 75’ | Marcatori | 13’, 90’ Kruse 37’ Rashica |

| Arbitro: | Fritz |

|                           |           |             |
| Rashica 3’ Kruse 36’, 63’ | Marcatori | 52’ Quaison |

| Arbitro: | Schlager |

|             |           |              |
| Neuhaus 49’ | Marcatori | 79’ Klaassen |

| Arbitro: | Steinhaus |

|                           |           |                 |
| Klaassen 76’ Selassie 84’ | Marcatori | 90’ Waldschmidt |

| Arbitro: | Welz |

|          |           |  |
| Süle 75’ | Marcatori |  |

| Arbitro: | Cortus |

|                                               |           |                  |
| Raman 1’ Karaman 22’ Hennings 56’ Suttner 74’ | Marcatori | 28’ (rig.) Kruse |

| Arbitro: | Fritz |

|                         |           |                        |
| Möhwald 70’ Pizarro 75’ | Marcatori | 6’ Pulisic 41’ Alcácer |

| Arbitro: | Dankert |

|  |           |               |
|  | Marcatori | 39’ Eggestein |

| Arbitro: | Brych |

|                                |           |             |
| Rashica 35’ (rig.) Pizarro 88’ | Marcatori | 86’ Mukiele |

### Coppa di Germania
| Arbitro: | Kempkes |

|             |           |                                                                               |
| Mimbala 44’ | Marcatori | 9’ Osako 21’ Kainz 32’ Bargfrede 40’ (rig.) Kruse 45’ Eggestein 79’ Eggestein |

| Arbitro: | Reichel |

|            |           |                                                          |
| Ilidio 27’ | Marcatori | 8’ Pizarro 37’ Kainz 44’ (rig.) Klaassen 76’, 80’ Harnik |

| Arbitro: | Brych |

|                                   |                      |                                     |
| Reus 45’ Pulisic 105’ Hakimi 113’ | Marcatori            | 5’ Rashica 108’ Pizarro 119’ Harnik |
| Alcácer Philipp Witsel Weigl      | Tiri di rigore 2 – 4 | Pizarro Eggestein Klaassen Kruse    |

| Arbitro: | Aytekin |

|  |           |                          |
|  | Marcatori | 65’ Rashica 72’ Klaassen |

| Arbitro: | Siebert |

|                       |           |                                        |
| Osako 74’ Rashica 75’ | Marcatori | 36’, 80’ (rig.) Lewandowski 63’ Müller |

## Statistiche

### Statistiche di squadra
| Competizione      | Punti | In casa | In casa | In casa | In casa | In casa | In casa | In trasferta | In trasferta | In trasferta | In trasferta | In trasferta | In trasferta | Totale | Totale | Totale | Totale | Totale | Totale | DR  |
| Competizione      | Punti | G       | V       | N       | P       | Gf      | Gs      | G            | V            | N            | P            | Gf           | Gs           | G      | V      | N      | P      | Gf     | Gs     | DR  |
| ----------------- | ----- | ------- | ------- | ------- | ------- | ------- | ------- | ------------ | ------------ | ------------ | ------------ | ------------ | ------------ | ------ | ------ | ------ | ------ | ------ | ------ | --- |
| Bundesliga        | 53    | 17      | 8       | 6       | 3       | 35      | 26      | 17           | 6            | 5            | 6            | 23           | 23           | 34     | 14     | 11     | 9      | 58     | 49     | +9  |
| Coppa di Germania | -     | 1       | 0       | 0       | 1       | 2       | 3       | 4            | 3            | 1            | 0            | 16           | 5            | 5      | 3      | 1      | 1      | 18     | 8      | +10 |
| Totale            | -     | 18      | 8       | 6       | 4       | 37      | 29      | 21           | 9            | 6            | 6            | 39           | 28           | 39     | 17     | 12     | 10     | 76     | 57     | +19 |

### Andamento in campionato
| Giornata  | 1 | 2 | 3 | 4 | 5 | 6 | 7 | 8 | 9 | 10 | 11 | 12 | 13 | 14 | 15 | 16 | 17 | 18 | 19 | 20 | 21 | 22 | 23 | 24 | 25 | 26 | 27 | 28 | 29 | 30 | 31 | 32 | 33 | 34 |
| --------- | - | - | - | - | - | - | - | - | - | -- | -- | -- | -- | -- | -- | -- | -- | -- | -- | -- | -- | -- | -- | -- | -- | -- | -- | -- | -- | -- | -- | -- | -- | -- |
| Luogo     | C | T | C | T | C | T | C | T | C | T  | C  | T  | C  | C  | T  | C  | T  | T  | C  | T  | C  | T  | C  | T  | C  | T  | C  | T  | C  | T  | T  | C  | T  | C  |
| Risultato | N | V | N | V | V | P | V | V | P | P  | P  | N  | P  | V  | P  | N  | P  | V  | N  | N  | V  | N  | N  | N  | V  | V  | V  | N  | V  | P  | P  | N  | V  | V  |
| Posizione | 9 | 6 | 7 | 4 | 3 | 5 | 4 | 3 | 4 | 6  | 7  | 7  | 9  | 8  | 9  | 9  | 10 | 9  | 11 | 10 | 10 | 10 | 9  | 10 | 9  | 8  | 6  | 8  | 7  | 8  | 9  | 9  | 9  | 8  |

Legenda:

Luogo: C = Casa; T = Trasferta. Risultato: V = Vittoria; N = Pareggio; P = Sconfitta.

### Statistiche dei giocatori
| Giocatore       | Bundesliga | Bundesliga | Bundesliga  | Bundesliga | Coppa di Germania | Coppa di Germania | Coppa di Germania | Coppa di Germania | Totale   | Totale | Totale      | Totale     |
| Giocatore       | Presenze   | Reti       | Ammonizioni | Espulsioni | Presenze          | Reti              | Ammonizioni       | Espulsioni        | Presenze | Reti   | Ammonizioni | Espulsioni |
| --------------- | ---------- | ---------- | ----------- | ---------- | ----------------- | ----------------- | ----------------- | ----------------- | -------- | ------ | ----------- | ---------- |
| S. Kapino       | 1          | 0          | 0           | 0          | -                 | -                 | -                 | -                 | 1        | 0      | 0           | 0          |
| J. Pavlenka     | 34         | 0          | 2           | 0          | 5                 | 0                 | 0                 | 0                 | 39       | 0      | 2           | 0          |
| L. Plogmann     | 1          | 0          | 0           | 0          | -                 | -                 | -                 | -                 | 1        | 0      | 0           | 0          |
| L. Augustinsson | 34         | 1          | 5           | 0          | 5                 | 0                 | 0                 | 0                 | 39       | 1      | 5           | 0          |
| F. Beijmo       | -          | -          | -           | -          | -                 | -                 | -                 | -                 | -        | -      | -           | -          |
| J. Beste        | -          | -          | -           | -          | -                 | -                 | -                 | -                 | -        | -      | -           | -          |
| M. Friedl       | 7          | 0          | 3           | 0          | 2                 | 0                 | 0                 | 0                 | 9        | 0      | 3           | 0          |
| T. Selassie     | 32         | 3          | 2           | 0          | 4                 | 0                 | 0                 | 0                 | 36       | 3      | 2           | 0          |
| T. Jacobsen     | -          | -          | -           | -          | -                 | -                 | -                 | -                 | -        | -      | -           | -          |
| S. Langkamp     | 21         | 0          | 4           | 0          | 2                 | 0                 | 0                 | 0                 | 23       | 0      | 4           | 0          |
| N. Moisander    | 30         | 0          | 6           | 1          | 4                 | 0                 | 1                 | 0                 | 34       | 0      | 7           | 1          |
| M. Veljković    | 23         | 1          | 5           | 2          | 4                 | 0                 | 0                 | 0                 | 27       | 1      | 5           | 2          |
| P. Bargfrede    | 15         | 0          | 6           | 0          | 2                 | 1                 | 0                 | 0                 | 17       | 1      | 6           | 0          |
| F. Bartels      | 2          | 0          | 0           | 0          | -                 | -                 | -                 | -                 | 2        | 0      | 0           | 0          |
| M. Eggestein    | 34         | 5          | 4           | 0          | 5                 | 1                 | 0                 | 0                 | 39       | 6      | 4           | 0          |
| D. Klaassen     | 33         | 5          | 5           | 0          | 5                 | 2                 | 2                 | 0                 | 38       | 7      | 7           | 0          |
| J. Mbom         | -          | -          | -           | -          | -                 | -                 | -                 | -                 | -        | -      | -           | -          |
| K. Möhwald      | 23         | 3          | 2           | 0          | 4                 | 0                 | 0                 | 0                 | 27       | 3      | 2           | 0          |
| N. Şahin        | 20         | 1          | 5           | 0          | 3                 | 0                 | 0                 | 1                 | 23       | 1      | 5           | 1          |
| J. Eggestein    | 23         | 4          | 0           | 0          | 5                 | 1                 | 0                 | 0                 | 28       | 5      | 0           | 0          |
| M. Harnik       | 18         | 4          | 2           | 0          | 4                 | 3                 | 0                 | 0                 | 22       | 7      | 2           | 0          |
| A. Jóhannsson   | 1          | 0          | 0           | 0          | -                 | -                 | -                 | -                 | 1        | 0      | 0           | 0          |
| M. Kruse        | 32         | 11         | 0           | 0          | 4                 | 1                 | 1                 | 0                 | 36       | 12     | 1           | 0          |
| Y. Ōsako        | 21         | 3          | 2           | 0          | 2                 | 2                 | 0                 | 0                 | 23       | 5      | 2           | 0          |
| C. Pizarro      | 26         | 5          | 1           | 0          | 4                 | 2                 | 0                 | 0                 | 30       | 7      | 1           | 0          |
| M. Rashica      | 26         | 9          | 1           | 0          | 4                 | 3                 | 0                 | 0                 | 30       | 12     | 1           | 0          |
| J. Sargent      | 10         | 2          | 1           | 0          | -                 | -                 | -                 | -                 | 10       | 2      | 1           | 0          |
| F. Kainz        | 8          | 0          | 2           | 0          | 2                 | 2                 | 0                 | 0                 | 10       | 2      | 2           | 0          |
| O. Käuper       | -          | -          | -           | -          | 1                 | 0                 | 0                 | 0                 | 1        | 0      | 0           | 0          |